# Фуриј
Фуриј (фр. Fourilles) насеље је и општина у централној Француској у региону Оверња, у департману Алије која припада префектури Мулен.
По подацима из 2011. године у општини је живело 209 становника, а густина насељености је износила 29,94 становника/km². Општина се простире на површини од 6,98 km². Налази се на средњој надморској висини од 260 метара (максималној 330 m, а минималној 252 m).

## Демографија
| 1962. | 1968. | 1975. | 1982. | 1990. | 1999. | 2011. |
| ----- | ----- | ----- | ----- | ----- | ----- | ----- |
| 251   | 264   | 237   | 198   | 194   | 188   | 209   |

График промене броја становника у току последњих година